# حمد وحمود (فلم)
حمد وحمود هو فيلم عراقي كوميدي، أنتج في عام 1986.

## قصة الفيلم
يحكي الفيلم عن أخين هما (حمد) و(حمود)، يقعان في حب فتاة واحدة، فيبدأ كل واحد منهما في السعي للتعبير عن حبه للفتاة، ولفت نظرها عن طريق الغناء، وتدبير المقالب المضحكة للأخ الآخر، إلى أن يقوم أحدهما بالتضحية من أجل الآخر.

## طاقم العمل
- قاسم الملاك
- شذى سالم
- فريال كريم
- طه سالم
- أحمد نعمة
- يعقوب القرة غولي
- عبد الجبار عباس
- وجدان الأديب
- سهى سالم
- حسين نعمة